# غلطانة (أغنية)
غلطانة هي أغنية للفنان المغربي سعد لمجرد تم تصويرها في الصحراء المغربية أطلقها مساء الخميس 25 أغسطس 2016، بعنوان «غلطانة»، وحققت الأغنية في ظرف يومين ملايين المشاهدات، أخرج هذه الأغنية أمين الرواني، بينما قام بتوزيعها وكتابة كلماتها ووضع ألحانها جلال الحمداوي، وهي من إنتاج سعد المجرد.

## الفيديو كليب
استطاع الفيديو كليب الذي تم تصويره في الصحراء المغربية وحصد ما يقارب 300 مليون مشاهدة إلى حدود ماي 2021 وهو من إخراج أمير الرواني ومن كلمات وتوزيع وألحان الفنان والشاعر جلال الحمداوي.